# Nyża w Wąwozie Między Ściany
Nyża w Wąwozie Między Ściany (Schronisko w Kalwarii II) – jaskinia, a właściwie schronisko, w Dolinie Chochołowskiej w Tatrach Zachodnich. Wejście do niej znajduje się w Dolinie Dudowej, w zboczu Wąwozu Między Ściany, na wysokości 1120 metrów n.p.m. Długość jaskini wynosi 7 metrów, a jej deniwelacja 3,5 metrów.

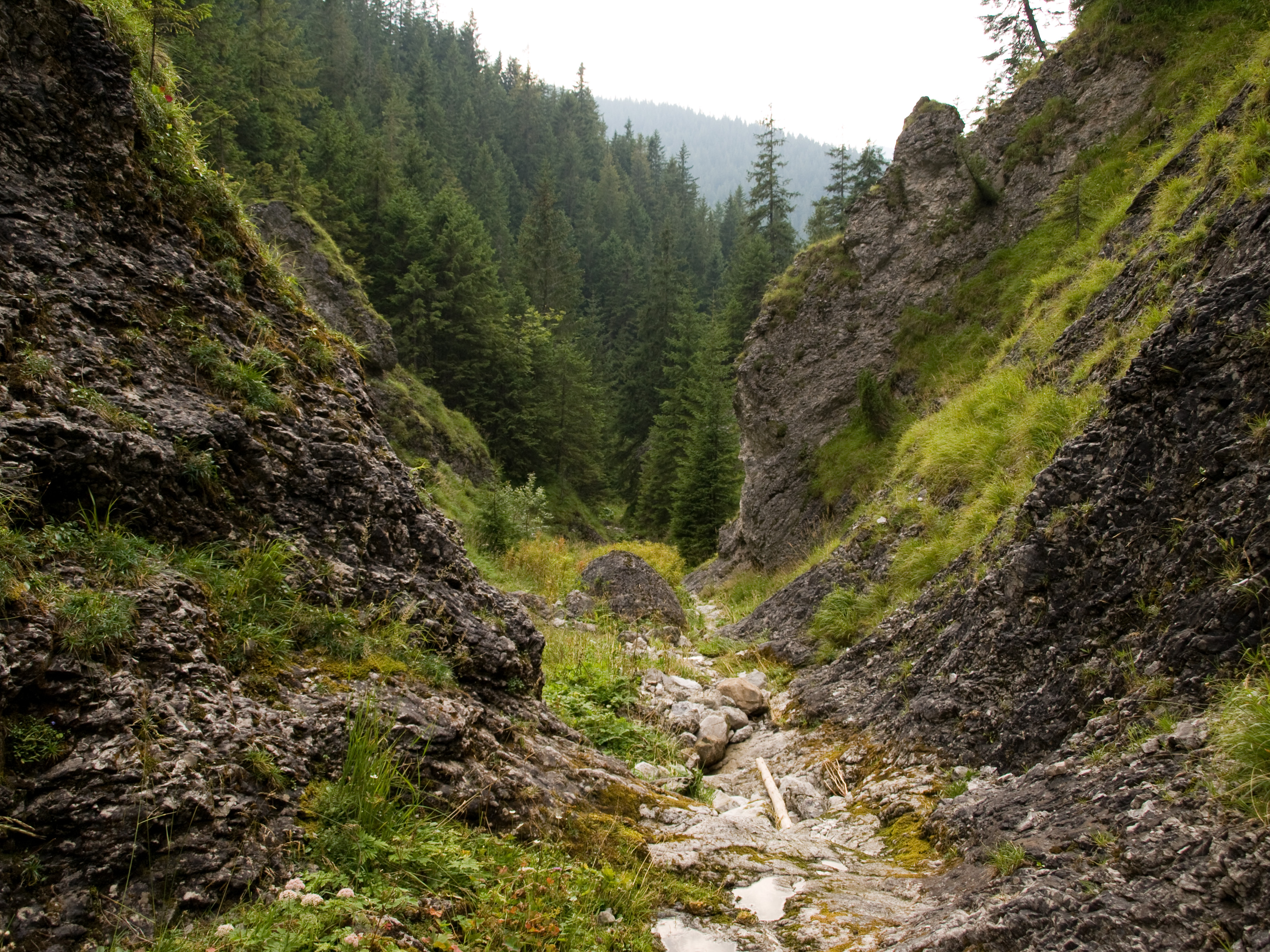
Wąwóz Między Ściany

## Opis jaskini
Jaskinię stanowi obszerna, z wznoszącym się dnem, sala, do której prowadzi szeroki otwór wejściowy z okapem. W górnej części odchodzi od niej krótki, bardzo ciasny, szczelinowy korytarzyk. Obok otworu wejściowego, pod tym samym okapem, znajduje się wejście do krótkiego, szczelinowego korytarzyka.

## Przyroda
W jaskini nie ma nacieków i roślinności.

## Historia odkryć
Brak jest danych o odkrywcach jaskini. Jej pierwszy plan i opis sporządziła I. Luty przy pomocy A. Gajewskiej, K. Recielskiego i M. Grodzickiego w 2003 roku.